# 楊廷柱
楊廷柱（?—?），清朝政治人物。順天大興縣（今属北京市）人。
楊廷柱為乾隆三十一年（1766年）丙戌科進士。嘉慶四年（1799年）七月，出任湖南永順府龍山縣知縣。